# تلورید روی
تلورید روی (به انگلیسی: Zinc telluride) با فرمول شیمیایی ZnTe یک ترکیب شیمیایی است؛ که جرم مولی آن 193.01 g/mol می‌باشد. شکل ظاهری این ترکیب، بلورهای قرمز است.